# فرودگاه مندوتا
فرودگاه مندوتا (به انگلیسی: Mendota Airport) یک فرودگاه همگانی است که یک باند فرود آسفالت دارد و طول باند آن ۱۰۶۶ متر است. این فرودگاه در شهر مندوتا، کالیفرنیا کشور ایالات متحده آمریکا قرار دارد و در ارتفاع ۴۹٫۴ متری از سطح دریا واقع شده‌است.